# Злочик ітурійський
Зло́чик ітурійський (Turdoides chapini) — вид горобцеподібних птахів родини Leiothrichidae. Ендемік Демократичної Республіки Конго. Вид названий на честь американського орнітолога Джеймса Чапіна.

## Підвиди
Виділяють три підвиди:
- T. c. chapini (Schouteden, 1949) — від озера Альберт до озера Едуард;
- T. c. nyombensis (Prigogine, 1960) — гора Ньомбе;
- T. c. kalindei (Prigogine, 1964) — західне узбережжя Танганьїки.

## Поширення і екологія
Ітурійські злочики мешкають на сході ДР Конго, зокрема в провінції Ітурі. Вони живуть у вологих гірських і рівнинних тропічних лісах. Зустрічаються на висоті від 100 до 1650 м над рівнем моря.

## Збереження
МСОП класифікує стан збереження цього виду як близький до загрозливого. Ітурійський злочик є досить рідкісним видом птахів, якому загрожує знищення природного середовища.